# Meridiaan van Rome

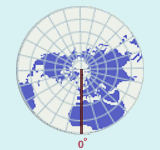
Een nullijn met nog 23 meridianen

De meridiaan van Rome is een meridiaan die door het Monte Mario Observatorium loopt en die zeker 100 jaar als nullijn in gebruik was bij Italiaanse cartografen. De lijn bevindt zich op 12° 27' 08.400″ oosterlengte (OL) ten opzichte van de thans geldende wereldstandaard, de IERS referentiemeridiaan.
Een meridiaan is een denkbeeldige lijn over het aardoppervlak, haaks op de evenaar, van pool naar pool. Rond haar omtrek, bijvoorbeeld de evenaar, is de aarde verdeeld in 360 graden, die vanaf een nulmeridiaan worden uitgemeten. Zij worden aangeduid in graden (van 0 tot 180) oosterlengte, respectievelijk westerlengte. Een graad (°) kan verdeeld worden in 60 minuten (') en een minuut in 60 seconden ("). Samen met de positie in graden ten opzichte van de evenaar (de breedte) en eventueel de hoogte kan elke plek op aarde eenduidig worden aangegeven.
Er zijn oneindig veel meridianen mogelijk, maar slechts eentje daarvan is de nullijn. De locatie van de evenaar wordt bepaald door de as van de aarde. De keuze voor een nulmeridiaan echter, is een geografisch willekeurige. In de loop der tijd zijn er, vaak om economische of politieke redenen, vele van deze nullijnen in gebruik geweest. De oorsprong van het Europese begrip ten aanzien van deze kwestie ligt in de wetenschap ten tijde van de hellenistische periode in Griekenland, maar het zou nog tot de tijd van de Grieks-Romeinse astronoom, wiskundige en geograaf Claudius Ptolemaeus (ca. 90-168) duren voordat het hanteren van een specifieke nulmeridiaan bij cartografie en navigatie algemeen gebruik was.

## Achtergrond
In de loop van de negentiende eeuw werd het belang van de meridiaan van Greenwich voor de maritieme navigatie steeds groter, vanwege een combinatie van factoren. In 1884 besloot de Internationale Meridiaanconferentie deze nullijn tot internationale standaard te verheffen. Voor wat betreft landkaarten was het primaat van de Britse meridiaan nog allerminst een uitgemaakte zaak en veel landen hanteerden nog andere meridianen.
Eind zeventiende eeuw startten de Fransen met het toepassen van de driehoeksmeting, waarmee grotere afstanden met wetenschappelijke precisie konden worden vastgesteld. Deze methode, waarmee zeer nauwkeurige kaarten kunnen worden gemaakt, vond navolging in Europa en daarbuiten. Een nulpunt (of nullijn) is daarbij van essentieel belang en dat was in die periode doorgaans in het eigen land gelegen. Ook bij het vaststellen van de afmeting en vorm van de Aarde werd deze methode gehanteerd, onder meer door graadmetingen, langs een perfecte noord-zuidlijn, een meridiaan dus.
In 1862 werd op Duits-Oostenrijks initiatief begonnen met het over de grenzen aan elkaar koppelen van driehoeksnetwerken, ook om een nauwkeurige graadmeting over een enorme afstand te kunnen berekenen. Het in die periode juist verenigde Italië had behoefte aan goede kaarten, in eerste aanleg voor militaire doeleinden, maar wilde bij het pan-Europese project ook niet achterblijven.

## Ontstaan

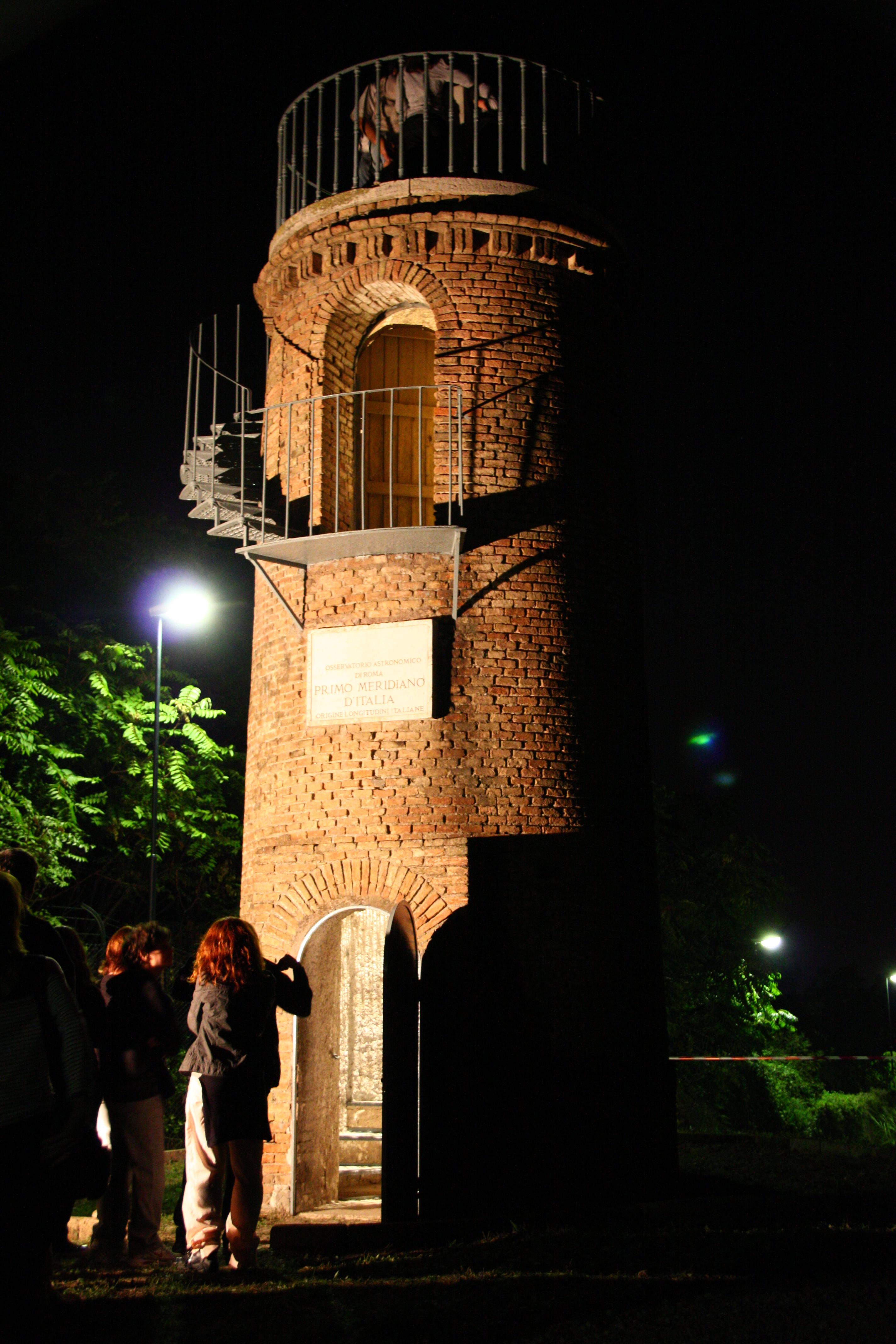
Toren van de meridiaan op de heuvel Monte Mario

Begin 19e eeuw hanteerden Italiaanse cartografen meest de meridiaan van Ferro maar ook wel die van Parijs. Landkaarten die in het midden van die eeuw in de Kerkelijke Staat werden vervaardigd, hadden meestal een nullijn door Rome als ijkpunt. In 1865 kwam in Turijn voor het eerst de commissie bijeen, die de Italiaanse cartografie moest verbinden met de Europese. In 1869 werd de jezuïet en astronoom Angelo Secchi in de commissie opgenomen en onder diens leiding werd het nulpunt in Rome vastgesteld. Daarvoor werd in eerste aanleg de koepel van de Sint-Pietersbasiliek uitgekozen. Dit idee werd weer verworpen omdat men de koepel niet zonder gevaar voor ernstige beschadigingen kon beklimmen met instrumenten. Ook kon de koepel niet vanuit de hele omgeving worden waargenomen, omdat de heuvel Monte Mario in de weg stond. Er werd uiteindelijk gekozen voor de top van die heuvel, waar men in 1870/71 een toren bouwde om het nulpunt letterlijk vaste vorm te geven. De meridiaan van Rome is een perfecte noord-zuidlijn, exact door die locatie. In 1882 werd op dezelfde plaats een nieuwe toren gebouwd, nadat de eerste moest wijken voor de aanleg van een fort op de heuvel.

## Gebruik en onbruik
Vanaf 1872 werd de meridiaan van Monte Mario gebruikt voor alle kaarten van het Italiaanse ITG (militair topografisch instituut), in 1882 hernoemd naar het IGM (militair geografisch instituut), en werd zij als de nulmeridiaan van Italië aangeduid. Nadat in 1884 de meridiaan van Greenwich tot wereldstandaard was verheven, bleef Italië nog lang de eigen meridiaan gebruiken voor landkaarten. Het nulpunt op de Monte Mario is in 1904/05 astronomisch herijkt. Pas in 1964 ging het IGM met een serie topografische kaarten over op een nieuw geodetisch datum en daarmee op de internationale meridiaan. Desondanks wordt de nationale meridiaan ook thans nog hier en daar gebruikt.